# Rians (tổng)
Tổng Rians là một tổng thuộc tỉnh Var trong vùng Provence-Alpes-Côte d'Azur.

## Địa lý
Tổng này được tổ chức xung quanh Rians trong quận Brignoles. Cao độ vùng này từ 254 m (Vinon-sur-Verdon) đến 692 m (La Verdière) với độ cao trung bình 457 m.

## Hành chính
| Giai đoạn | Ủy viên         | Đảng | Tư cách                         |
| --------- | --------------- | ---- | ------------------------------- |
| 1994-1999 | Maurice Janetti | PS   |                                 |
| 1999-     | Guy Lombard     | PS   | Adjoint au maire de Ginasservis |

## Các xã
Tổng Rians gồm 6 xã với dân số tổng cộng 9 776 người (điều tra dân số năm 1999, dân số không tính trùng).
| Xã               | Dân số | Mã bưu chính | Mã insee |
| ---------------- | ------ | ------------ | -------- |
| Artigues         | 110    | 83560        | 83006    |
| Ginasservis      | 984    | 83560        | 83066    |
| Rians            | 3 628  | 83560        | 83104    |
| Saint-Julien     | 1 280  | 83560        | 83113    |
| La Verdière      | 782    | 83560        | 83146    |
| Vinon-sur-Verdon | 2 992  | 83560        | 83150    |

## Thông tin nhân khẩu
| 1962                                                     | 1968  | 1975  | 1982  | 1990  | 1999  |
| -------------------------------------------------------- | ----- | ----- | ----- | ----- | ----- |
| 3 716                                                    | 4 745 | 5 102 | 6 117 | 8 290 | 9 776 |
| Nombre retenu à partir de 1962 : dân số không tính trùng |       |       |       |       |       |